# 清江浦区
清江浦区是中国江苏省淮安市所辖的一个市辖区。清江浦前身为清河县治所所在，民国以后一直到1972年，清江浦均是淮阴县治所。1983年淮阴地区改设地级市，原县级清江市一分为二，分为清浦区和清河区。2016年7月由清河区、清浦区合并组成新的清江浦区。区人民政府駐城南街道淮海南路268號，即原清浦区政府。区域总面积为443.05平方公里。

## 地理
清江浦区的三面以河道与其它行政区相分隔：南面隔苏北灌溉总渠与洪泽区相望；东南隔京杭大运河与淮安区相望；西南隔废黄河与淮阴区接壤。
清江浦区与周边行政区均处于辽阔的苏北平原，地形极为平坦。
清江浦区境内水系发达，河渠纵横，主要有京杭大运河、里运河、苏北灌溉总渠、淮河入海水道、二河等。

## 行政区划
清江浦区下辖18个街道办事处、2个镇：
城南街道、清江街道、浦楼街道、闸口街道、清浦街道、府前街道、长西街道、淮海街道、长东街道、柳树湾街道、水渡口街道、清河街道、武墩街道、盐河街道、枚乘街道、和平镇、黄码镇、钵池街道、徐杨街道、南马厂街道、宁连路办事处、东湖办事处、新港街道、广州路办事处和张码办事处。
钵池街道、徐杨街道、南马厂街道、枚乘街道由淮安开发区代管。

## 交通
- 淮安有轨电车
- 淮安绕城高架；包含西安路高架、延安路高架、迎宾大道高架、宁连路高架。
- 淮海路贯穿清江浦区并直达金湖县
- 淮安汽车总站与淮安汽车南站均位于淮海路上。

## 人口
2001年，清浦区人口为31万。
截至2022年末，清江浦區户籍總人口為59.43萬人，其中男性29.31萬人，佔總人數的49.3%，女性30.12萬人，佔總人數的50.7%。

## 教育
国家级示范高中江苏省淮阴中学位于清浦区境内。江苏省清浦中学（创建于1952年，曾用名城南民中、东方红中学）为江苏省重点中学。市属重点小学淮安市实验小学位于清浦区境内。区属重点小学有淮安市人民小学（原称人和小学，创办于1940年）、清浦小学（原名工农兵小学）等。